# چری هیل (شهرستان پرنس ویلیام، ویرجینیا)
چری هیل (به انگلیسی: Cherry Hill) یک منطقهٔ مسکونی در ایالات متحده آمریکا است که در شهرستان پرنس ویلیام، ویرجینیا واقع شده‌است.